# Xenoclystia unijuga
Xenoclystia unijuga là một loài bướm đêm trong họ Geometridae.